# Парламентские выборы во Франции (февраль 1871)
В феврале 1871 года во Франции состоялись парламентские выборы в первую Национальную ассамблею Третьей республики. Выборы проходили 8 февраля в один тур. В результате франко-прусской войны 43 департамента Франции были оккупированы, всякие общественные собрания запрещены. Только в Париже могла проходить предвыборная кампания. Национальная ассамблея должна была включать 765 мест, но многие кандидаты проходили одновременно по нескольким округам. Например, Адольф Тьер был избран в 86 департаментах. В результате было избрано 648 депутатов. Подавляющее большинство оказалось у правых монархистских партий.

## Результаты
| Партия        | Места |
| ------------- | ----- |
| Республиканцы | 150   |
| Орлеанисты    | 214   |
| Легитимисты   | 182   |
| Бонапартисты  | 20    |
| Либералы      | 78    |
| Всего         | 648   |

## Внешние ссылки
- Парламентские выборы февраля 1876 года